# Ibsen (Familie)

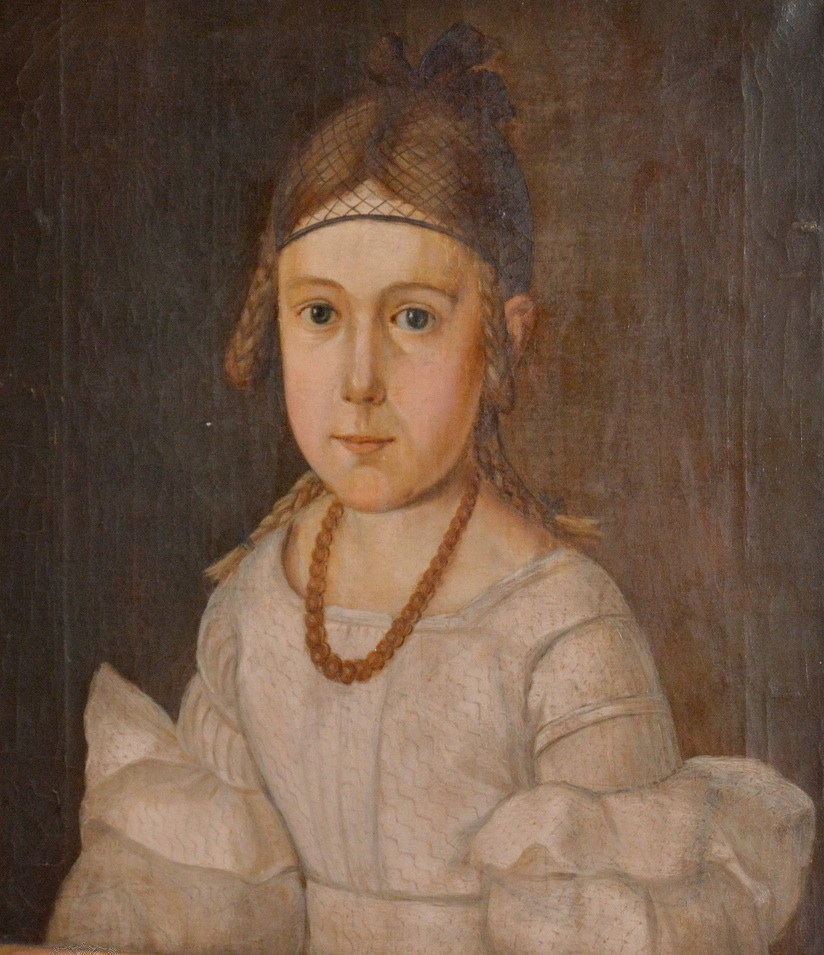
Hedvig Ibsen

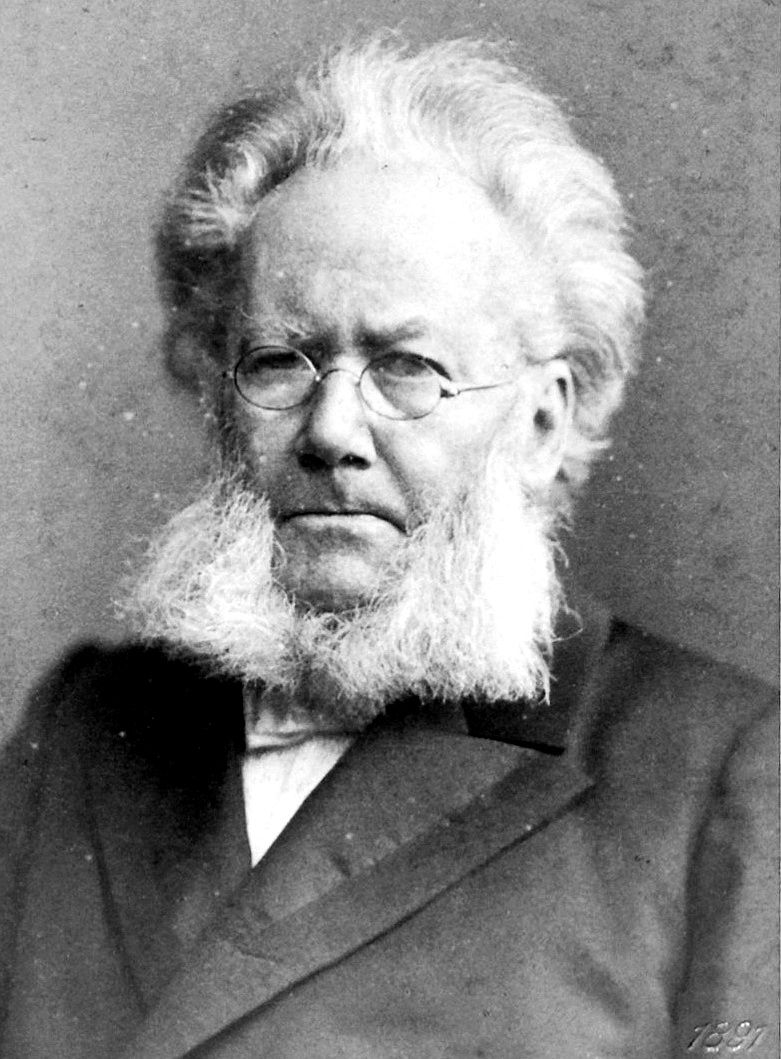
Henrik Ibsen

Ibsen ist eine dänisch-norwegische Familie, die ihren Ursprung in Stege auf Møn hat. Ihre bekanntesten Mitglieder sind der Dramatiker Henrik Ibsen, der Ministerpräsident Sigurd Ibsen und der Filmregisseur Tancred Ibsen. Das letzte männliche Mitglied der Familie und der Urenkel von Henrik Ibsen, der Botschafter Tancred Ibsen junior, starb 2015; die Familie hat jedoch weitere Nachkommen durch weibliche Mitglieder, unter anderem in der dänischen Adelsfamilie Bille. Der Name Ibsen ist ein Patronym, was „Sohn des Ib“ bedeutet. Ib ist eine dänische Variante von Jakob.
Der früheste bekannte Vorfahre der Familie ist Rasmus Ibsen (1632–1703), ein Kaufmann in Stege. Rasmus Ibsens Sohn, der Schiffskapitän und Kaufmann Peter Ibsen (gestorben 1765), ließ sich als Bürger in Bergen nieder. Peters Sohn Henrik Ibsen (1726–1765) wurde Schiffskapitän in Bergen. Nach dem frühen Tod seines Vaters und der Wiederheirat seiner Mutter Wenche Dishington wuchs Henriks Sohn Henrik Johan Ibsen (1765–1797) im Haushalt des Pfarrers Jacob von der Lippe, seines Stiefvaters, auf. Nachdem Henrik Johan Ibsen, ein Schiffskapitän und Kaufmann in Skien, auf See vor Hesnes gestorben war, heiratete seine Witwe Johanne Plesner erneut den Schiffskapitän Ole Paus. Der Sohn von Henrik Johan Ibsen und Johanne Plesner, Knud Ibsen, wuchs als Mitglied der Familie Paus in Rising in Gjerpen auf. Knud Ibsen hatte mehrere Halbgeschwister, darunter Christian Cornelius Paus, Henrik Johan Paus und Christopher Blom Paus. Knud Ibsen heiratete die Nichte seines Stiefvaters, Marichen Altenburg, deren Mutter Hedevig Paus die Schwester seines Stiefvaters Ole Paus war. Knud und Marichen Ibsen waren die Eltern des Dramatikers Henrik Ibsen. Henrik wuchs als Mitglied der eng miteinander verflochtenen erweiterten Familie der Geschwister Ole und Hedevig Paus auf. Henrik Ibsen war Vater des Ministerpräsidenten Sigurd Ibsen (verheiratet mit Bergliot Bjørnson, der einzigen Tochter von Bjørnstjerne Bjørnson) und Großvater des Filmregisseurs Tancred Ibsen (verheiratet mit Lillebil Ibsen), der Autorin Irene Ibsen Bille und von Eleonora Ibsen. Tancreds einziges Kind war der Diplomat Tancred Ibsen Jr.